# Reichlange
Reichlange är en ort i Luxemburg.   Den ligger i distriktet Diekirch, i den västra delen av landet, 23 kilometer nordväst om huvudstaden Luxemburg. Reichlange ligger 270 meter över havet och antalet invånare är 132.
Terrängen runt Reichlange är platt åt sydost, men åt nordväst är den kuperad. Reichlange ligger nere i en dal.  Närmaste större samhälle är Ettelbruck, 15,1 kilometer nordost om Reichlange. 
Omgivningarna runt Reichlange är en mosaik av jordbruksmark och naturlig växtlighet. Runt Reichlange är det ganska tätbefolkat, med 60 invånare per kvadratkilometer.